# هنری ویلوک
سر هنری ویلوک (به انگلیسی: Sir Henry Willock) (زاده ۱۷۸۸ - درگذشته ۱۷ اوت ۱۸۵۸) یک سرهنگ دوم ارتش پادشاهی بریتانیا بود که پس از جیمز موریه، در میان سال‌های ۱۸۱۵ تا ۱۸۲۷ به عنوان کاردار، نمایندهٔ این کشور در ایران بود.

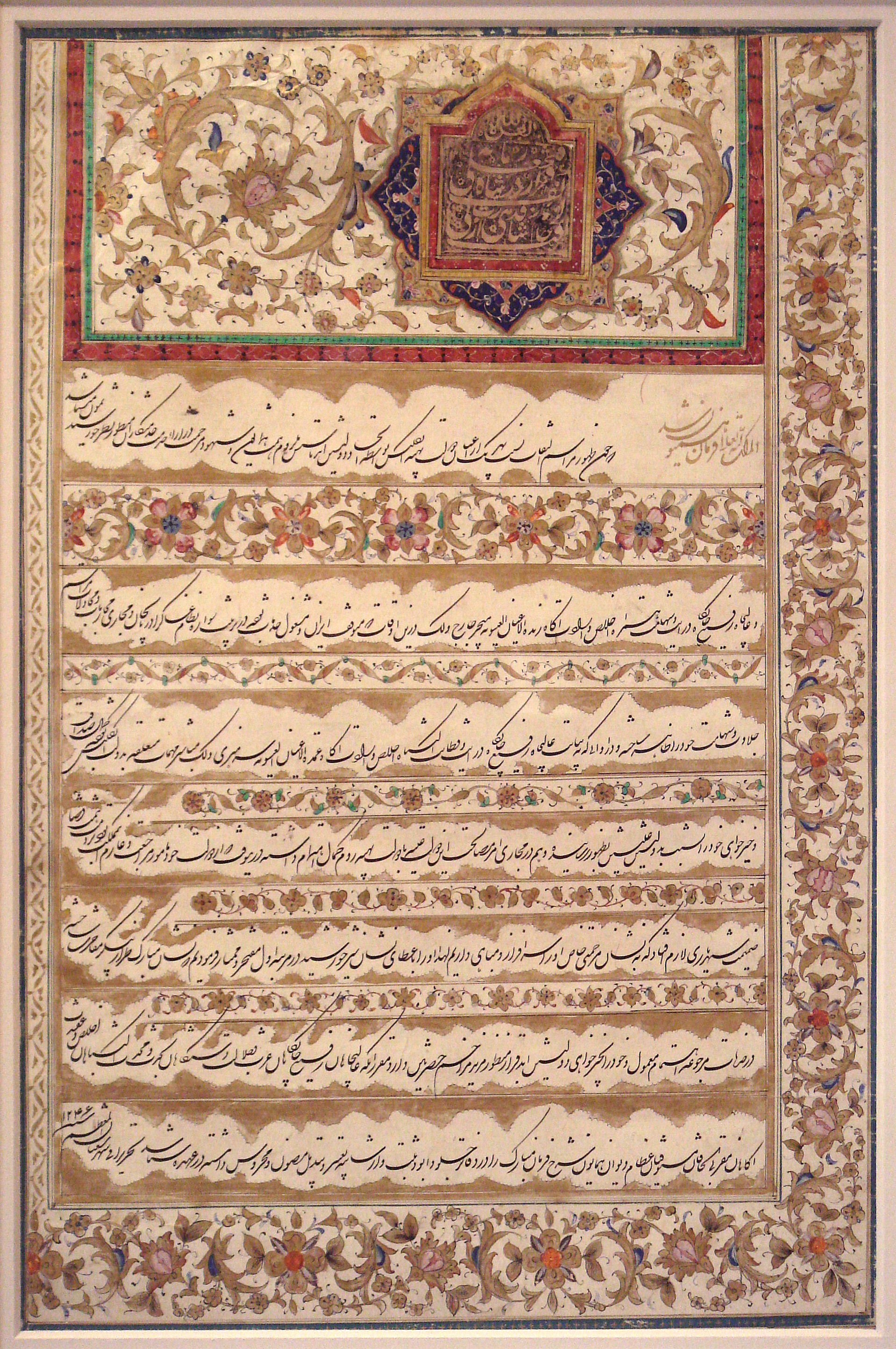
فرمان فتحعلی‌شاه قاجار مبنی بر اعطای نشان شیر و خورشید به جرج ویلوک (برادر هنری) در شعبان ۱۲۴۶

بر اساس اطلاعات مرکز مطالعهٔ میراث برده‌داران بریتانیایی، پدربزرگ هِنری به نام الکساندر ویلوک در دهه ۱۷۸۰ میلادی یک بازرگان و برده‌دار در آنتیگوا بوده است. هنری در خانواده‌ای بزرگ به دنیا آمد که توانسته بودند در هند شرقی به ثروت زیادی دست یابند. او و برادر کوچکش، جُرج در اوان جوانی به کمپانی هند شرقی پیوستند و به عنوان کارآموز نظامی در گروهان ششم سواره نظام مَدرَس استخدام شدند. وی در ۲۷ اکتبر ۱۸۰۸ به مقام ستوانی در هنگ هشتم سواره‌نظام سبک مدرس رسید. این گروهان در ۱۸۰۸ میلادی، سر هارفورد جونز را در مأموریتش به ایران همراهی کرد. هِنری از بمبئی به عنوان محافظ و مترجم هارفورد جونز همراه وی راهی شد. جرج ویلوک نیز در سال ۱۸۱۱ فرماندهی هیئت همراه سر گور اوزلی به ایران را بر عهده داشت. هر دو برادر به غیر از زمان‌های کوتاهی که به انگلستان سفر می‌کردند، بیشتر وقت خود را در ایران گذراندند. این دو به آموزش قشون ایران پرداختند که در آن زمان مشغول جنگ با روس‌ها بود. آنها توانستند بواسطه‌ی خدمات خود از حکومت قاجار نشان افتخار شیر و خورشید دریافت کنند. دریافت این نشان از شاه ایران باعث شد تا شاه انگلستان نیز به هنری ویلوک لقب «سِر» اعطا کند. او در سال ۱۸۱۲ شاهد درگیری نیروهای ایرانی با روس‌ها در تالش بود و در سال ۱۸۱۴ فرماندهی نیروهای ایرانی در جنگ با کردها را بر عهده داشت. در ۳۱ اکتبر ۱۸۱۷ به درجه سروانی در نیروی زمینی مدرس دست یافت.
با وجود اعطای نشان یادشده از سوی دولت ایران به ویلوک، به نظر می‌رسد این نشان بیشتر فرمایشی بوده است چون بر اساس اسناد موجود، دربار ایران از وی رضایت نداشت. یکی از کارهای او که نارضایتی شدید دربار به‌ویژه عباس میرزا نایب‌السلطنه را بر انگیخت آن بود که پس از دستیابی به مقام کارداری، افسران نظامی انگلیسی را از قشون ایران خارج کرد. آنها در آن زمان به آموزش نیروهای ایران می‌پرداختند. محمود محمود، در کتاب روابط سیاسی ایران و انگلیس در قرن نوزدهم میلادی بر این باور است که این رفتارِ نمایندهٔ سیاسی انگلستان در ایران به دلیل موضع بی‌اعتنایی دولت وقت انگلیس به ایران بوده است و ویلوک تنها مجری اوامر دولت خود بوده است.
محمود، از کتاب روضةالصفا ذیل وقایع ۱۲۴۱ هجری (۱۲۰۴ خورشیدی) اینطور نقل می‌کند:

«چون هنری ولک (ویلوک) وکیل دولت بهیه انگلیس که چگونگی حالش سابقاً ترقیم یافت از جانب آن دولت در دربار این شاهنشاه قوی صولت مقیم همی بود و کارگذاران نواب نایب‌السطلنه ببعضی جهات از او خشنود نبودند و بقول و فعلش اعتنائی که باید نمی‌نمودند، میرزا صالح شیرازی مهندس را بدارالملک لندن سفیر کردند و او (ولک صاحب) را معزول کرد. اهالی مشورت‌خانه دولت بهیه انگلیس مقرر کردند که پس از عزل وکیل دولت، ایلچی سرکار کمپانی هندوستان در دارالملک ایران وکیل باشد. لهذا فرمانفرمای هندوستان ایلچی مشارٌ‌الیه را بسفارت مرسول داشت و چون از اصل گسستن و بفرع پیوستن منافی رأی امنای دولت جاوید بقای ایران بود، جان مکدونالد... بواسطه عدم استیذان امنای دولت حضرت صاحب‌قران، قریب سالی در بندر بمبئی توقف گزید تا آخرالامر باستدعای جناب نایب‌السلطنه خاقان صاحب‌قران باحضار او رضا داد.»

محیط طباطبایی در مقالاتی تحت عنوان «تاریخچه اعزام محصل به اروپا» از هنری ویلوک این گونه یاد کرده است: «مستر هنری ویلک علاوه بر پستی مقامش غالباً موجب گله‌گذاری اولیای امور ایران بود. مردی لئیم‌طبع و فرومایه بود که در اثر امساک و بدرفتاری خود رابطه میان دو مملکت را تیره ساخت.»
پس از ویلوک‌ها، روند دگردیسی نظامیان انگلیسی هند به نمایندگان دیپلماتیک در ایران به یک الگو تبدیل شد. دلیل اصلی این وضع، نزدیکی هندوستان به ایران و دوری آن از لندن است. بسیاری از این جوانان ایران را می‌شناختند و از آن رو که زبان رسمی بخش وسیعی از هندوستان فارسی بود، با این زبان آشنا بودند.
هنری ویلوک در طول حضور خود در ایران، کلکسیونی از سکه‌های اشکانی، ساسانی و دودمان‌های بعدی را گردآوری کرده و بعدها در اختیار کتابخانه India house قرار داد. این کلکسیون گسترده نبود اما سکه‌های آن گلچین شده بودند. بخش مربوط به سکه‌های ساسانی ارزش و تنوع قابل توجهی داشتند. وی همچنین گل رز زرد ایرانی را در سال ۱۸۳۰ به انگلستان معرفی کرد.
مأموریت او در ۵ ژانویه ۱۸۲۷ به پایان رسید و به انگلستان بازگشت. دربار انگلستان به دلیل اینکه ویلوک ۱۲ سال در ایران خدمت کرده بود برایش یک مستمری ۳۴۶ پوندی سالانه از تاریخ ۲۶ آوریل ۱۸۲۷ مقرر کرد. ویلوک در ۲۰ مارس ۱۸۳۸ به درجه سرگردی نیروی زمینی رسید و در ۲۹ اکتبر ۱۸۳۹ از خدمت نظامی کناره‌گیری کرد. بعدها به ریاست کمپانی هند شرقی (۱۸۴۴-۱۸۴۵) رسید. او در سال ۱۸۲۶ با الیزابت دیویس، دختر ساموئل دیویس، مستشرق و یکی از مدیران کمپانی هند شرقی ازدواج کرد. او چهار پسر داشت که یکی از آنها به‌نام هنری جیمز ویلوک در هند به مقام نظامی و سیاسی رسید.
| پیشین: سر هنری اِلیس | نمایندهٔ بریتانیا در ایران ۱۸۱۵–۱۸۲۶ | پسین: سر جان مکدونالد |